# Торен, Карита
Карита Торен (до замужества — Ханссон (швед. Hansson)) (швед. Carita Thorén; род. 9 сентября 1991 года, Готланд) — шведская тяжелоатлетка, выступавшая в категории до 69 кг. Девятикратная чемпионка Швеции (2006 — до 58 кг; 2008 — до 63 кг; 2009—2015 — до 69 кг). Обладательница нескольких рекордов Швеции.

## Биография
Родилась 9 сентября 1991 года на острове Готланд. В 9 лет начала заниматься тяжёлой атлетикой. Тренировалась в клубах Visby AK и Allmänna SK.
В 2003 году выступила на своих первых официальных соревнованиях, победив на чемпионате Швеции среди девушек. В 2006 году впервые выиграла чемпионат Швеции среди взрослых. В дальнейшем за карьеру ей это удавалось ещё 8 раз. Является многократной рекордсменкой Швеции в своей весовой категории.
Принимала участие в двух чемпионатах мира (2010, 2015) и пяти чемпионатах Европы (2012—2016).
В 2013 году на чемпионате Европы среди молодёжи завоевала бронзовую медаль, а в 2014 году — серебряную медаль.
В 2015 году вышла замуж за Джоэла Торена и взяла его фамилию.
В 2015 году на чемпионате мира в Хьюстоне (США) заняла 18 место с результатом 222 кг (100+122), что стало её личным рекордом.
В 2016 году на чемпионате Европы в Фёрде (Норвегия) заняла 6 место с результатом 217 кг (98+119), после чего завершила спортивную карьеру.
С 2016 года работает тренером по тяжелой атлетике в шведском клубе Allmänna SK.

## Личные рекорды
Свои личные рекорды установила в 2015 году:
- Рывок — 100 кг
- Толчок — 122 кг
- Сумма — 222 кг

## Основные результаты
| Год  | Соревнования       | Место проведения   | Весовая категория | Рывок, кг | Толчок, кг | Сумма, кг | Место |
| ---- | ------------------ | ------------------ | ----------------- | --------- | ---------- | --------- | ----- |
| 2010 | Чемпионат мира     | Анталья, Турция    | до 63 кг          | 72        | 88         | 160       | 22    |
| 2012 | Чемпионат Европы   | Кепез, Турция      | до 63 кг          | 84        | 101        | 185       | 9     |
| 2013 | Чемпионат Европы   | Тирана, Албания    | до 69 кг          | 90        | 105        | 195       | 8     |
| 2013 | Летняя Универсиада | Казань, Россия     | до 69 кг          | 88        | 105        | 193       | 8     |
| 2014 | Чемпионат Европы   | Тель-Авив, Израиль | до 69 кг          | 97        | 114        | 211       | 9     |
| 2015 | Чемпионат Европы   | Тбилиси, Грузия    | до 69 кг          | 97        | 118        | 215       | 8     |
| 2015 | Чемпионат мира     | Хьюстон, США       | до 69 кг          | 100       | 122        | 222       | 18    |
| 2016 | Чемпионат Европы   | Фёрде, Норвегия    | до 69 кг          | 98        | 119        | 217       | 6     |